# Vinár vasútállomás
Vinár vasútállomás egy Veszprém vármegyei vasútállomás, Vinár településen, a helyi önkormányzat üzemeltetésében. A község belterületének déli szélén helyezkedik el, az állomási létesítmények egy része már Marcalgergelyi területén található. Közúti elérését a 8411-es út biztosítja.

## Vasútvonalak
Az állomást az alábbi vasútvonalak érintik:
- Győr–Celldömölk-vasútvonal

## Kapcsolódó állomások
A vasútállomáshoz az alábbi állomások vannak a legközelebb:
- Mihályháza megállóhely (Győr–Celldömölk-vasútvonal)
- Külsővat megállóhely (Győr–Celldömölk-vasútvonal)

## Forgalom
| Járat               | Útvonal | Gyakoriság        |
| ------------------- | --- | ----------------- |
| személyvonat        | Győr – Győr-Gyárváros – Győrszabadhegy – Ménfőcsanak felső – Gyömöre-Tét – Szerecseny – Gecse-Gyarmat – Vaszar – Pápa – Mezőlak – Mihályháza – Vinár – Külsővat – Celldömölk | Kb. 2 óránként    |
| Tanúhegy sebesvonat | Győr – Győr-Gyárváros – Győrszabadhegy – Ménfőcsanak felső – Gyömöre-Tét – Szerecseny – Gecse-Gyarmat – Vaszar – Pápa – Mezőlak – Mihályháza – Vinár – Külsővat – Celldömölk – Ukk – Sümeg – Tapolca – Raposka – Balatonederics – Balatongyörök – Vonyarcvashegy – Gyenesdiás (← Alsógyene) – Keszthely | Nyáron napi 1 pár |

## Érdekességek
- A vasútállomás térségének nyugati szélén, a 8411-es út szintbeli vasúti keresztezésénél található hazánkban az utolsó úgynevezett egykaros teljes csapórudas sorompópár, melynek két rúdja egymással szemben csukódik le. Ugyan az országban másutt is találni még olyan teljes csapórudas sorompót, ahol a csapórudak egymással szemben csukódnak le (mint például Rákosrendezőn), de ezen csapórudas sorompók mind kétkaros sorompók, 4 db sorompórúddal, ami azt jelenti, hogy 2-2 sorompórúd csukódik le egyszerre, egymással szemben, és zárja le a közutat. A vinári egykaros teljes csapórudas sorompó esetében összesen 2 darab rúd zárja le a közutat, s ezen rudak egymással nem párhuzamosan, hanem egymással szemben csukódnak le. Ez a műszaki megoldás korábban nem volt egyedülálló az országban, azonban a teljes csapórudas sorompók fokozatos felszámolásának következtében mára csak itt találkozhatunk vele.[2]